# Eumenes atrophicus
Eumenes atrophicus är en stekelart som först beskrevs av Fabricius 1798.  Eumenes atrophicus ingår i släktet krukmakargetingar, och familjen Eumenidae. Inga underarter finns listade i Catalogue of Life.